# Africa Cup 2006
L'Africa Cup 2006 fu la 7ª edizione della Coppa d'Africa di rugby a 15; contesa tra 12 squadre nazionali africane, si disputò tra il 3 giugno e il 2 dicembre 2006.
I gironi A e B della Coppa funsero anche da terzo turno delle qualificazioni africane alla Coppa del Mondo di rugby 2007; la semifinale del torneo disputata tra le due vincenti di detti gironi designò la squadra direttamente qualificata e quella da inviare ai ripescaggi.
Al torneo partecipò anche la federazione sudafricana, la cui Nazionale era comunque già qualificata di diritto alla Coppa del Mondo; la squadra mandata a rappresentare il Paese fu il South African Amateurs, che vinse il torneo battendo la Namibia, uscita vincitrice dalla semifinale contro il Marocco e, quindi, qualificata al torneo mondiale.
Il Marocco, a sua volta, accedette ai ripescaggi interzona.

## Fase a gironi

### Girone A
| Data      | Incontro                 | Risultato | Sede       |
| --------- | ------------------------ | --------- | ---------- |
| 3-6-2006  | Marocco ― Uganda         | 36–3      | Casablanca |
| 17-6-2006 | Costa d'Avorio ― Marocco | 9-9       | Abidjan    |
| 1-7-2006  | Uganda ― Costa d'Avorio  | 32–7      | Kampala    |
| 2-9-2006  | Uganda ― Marocco         | 3-5       | Kampala    |
| 16-9-2006 | Costa d'Avorio ― Uganda  | 18-9      | Abidjan    |
| 7-10-2006 | Marocco ― Costa d'Avorio | 23-7      | Casablanca |

|  | Classifica girone A | G | V | N | P | P+ | P- | diff. | PT |
|  | ------------------- | - | - | - | - | -- | -- | ----- | -- |
|  | Marocco             | 4 | 3 | 1 | 0 | 73 | 22 | +51   | 11 |
|  | Costa d'Avorio      | 4 | 1 | 1 | 2 | 41 | 73 | -32   | 7  |
|  | Uganda              | 4 | 1 | 0 | 3 | 47 | 66 | -19   | 6  |

### Girone B
| Data      | Incontro          | Risultato | Sede     |
| --------- | ----------------- | --------- | -------- |
| 27-5-2006 | Namibia ― Kenya   | 84–12     | Windhoek |
| 10-6-2006 | Kenya ― Tunisia   | 25–21     | Nairobi  |
| 1-7-2006  | Tunisia ― Namibia | 24–7      | Tunisi   |
| 2-9-2006  | Kenya ― Namibia   | 30–26     | Nairobi  |
| 16-9-2006 | Tunisia ― Kenya   | 31–12     | Tunisi   |
| 7-10-2006 | Namibia ― Tunisia | 23–15     | Windhoek |

|  | Classifica girone B | G | V | N | P | P+  | P-  | diff. | PT |
|  | ------------------- | - | - | - | - | --- | --- | ----- | -- |
|  | Namibia             | 4 | 2 | 0 | 2 | 140 | 81  | +59   | 8  |
|  | Tunisia             | 4 | 2 | 0 | 2 | 91  | 67  | +24   | 8  |
|  | Kenya               | 4 | 2 | 0 | 2 | 79  | 162 | -11   | 8  |

### Girone C
| Data      | Incontro                | Risultato | Sede   |
| --------- | ----------------------- | --------- | ------ |
| 8-4-2006  | Senegal ― Camerun       | 20–16     | Dakar  |
| 10-6-2006 | S.A. Amateurs ― Senegal | 84–5      | Durban |
| 1-7-2006  | Camerun ― S.A. Amateurs | 9–30      | Douala |

|  | Classifica girone C | G | V | N | P | P+  | P-  | diff. | PT |
|  | ------------------- | - | - | - | - | --- | --- | ----- | -- |
|  | S.A. Amateurs       | 2 | 2 | 0 | 0 | 114 | 14  | +100  | 6  |
|  | Senegal             | 2 | 1 | 0 | 1 | 25  | 100 | -75   | 4  |
|  | Camerun             | 2 | 0 | 0 | 2 | 25  | 50  | -25   | 2  |

### Girone D
| Data      | Incontro              | Risultato | Sede         |
| --------- | --------------------- | --------- | ------------ |
| 12-8-2006 | Zimbabwe ― Madagascar | 22–22     | Harare       |
| 26-8-2006 | Madagascar ― Zambia   | 59–18     | Antananarivo |
| 2-9-2006  | Zambia ― Zimbabwe     | 14–10     | Lusaka       |

|  | Classifica girone D | G | V | N | P | P+ | P- | diff. | PT |
|  | ------------------- | - | - | - | - | -- | -- | ----- | -- |
|  | Madagascar          | 2 | 1 | 1 | 0 | 81 | 40 | +41   | 5  |
|  | Zambia              | 2 | 1 | 0 | 1 | 32 | 69 | -37   | 4  |
|  | Zimbabwe            | 2 | 0 | 1 | 1 | 32 | 36 | -4    | 3  |

## Fase a playoff

### Semifinali
| Arbitro: | Simon McDowell |

|                                    |      |            |
| Thompson 43’ Burger 79’ Bock 80+7’ | mt   | 69’        |
| Wessels 44’, 80’                   | tr   | 69’ Garcia |
| Wessels 25’, 43’                   | c.p. |            |

| Arbitro: | Romain Poite |

|            |      |                                              |
| Arif 78’   | mt   | 40+9’ Thompson 45’ Africa 68’ Nel 73’ Mouton |
|            | tr   | 40+9’, 73’ Wessels                           |
|            | c.p. | 26’ Wessels                                  |
| Garcia 20’ | drop |                                              |

| Johannesburg 7 ottobre 2006 Semifinale 2 | S.A. Amateurs | 48 – 6 | Madagascar |  |

### Finale
| Windhoek 2 dicembre 2006 | Namibia | 27 – 29 | S.A. Amateurs | Hage Geingob Stadium |